# 收藏品

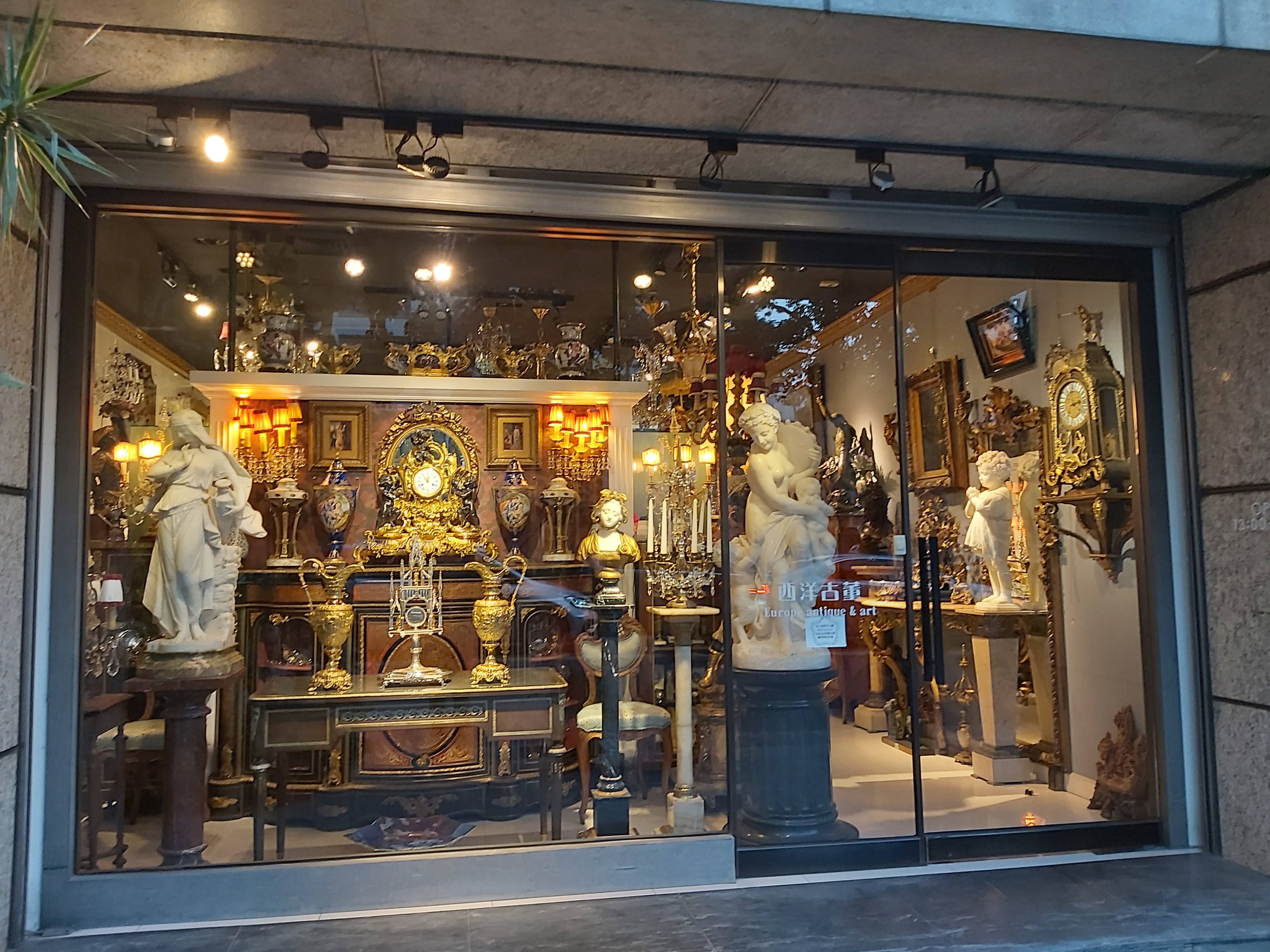
西洋古董收藏的品項種類繁複

收藏品是指任何被收藏家或他人認為有价值或感興趣以及被他們收藏的物品。有資格成為收藏品的物品不一定是昂貴的或是不常见的物品。收藏品可以分為许多类型，其中古董就是一种有一定歷史的收藏品。古玩則是一种小型、迷人或不寻常的稍有年代感的物品。